# Harald Fereberger
Harald Fereberger (30 de mayo de 1929-15 de julio de 2019) fue un deportista austríaco que compitió en vela en la clase Flying Dutchman. Ganó una medalla de plata en el Campeonato Europeo de Flying Dutchman de 1959.

## Palmarés internacional
| Campeonato Europeo | Campeonato Europeo     | Campeonato Europeo | Campeonato Europeo |
| Año                | Lugar                  | Medalla            | Clase              |
| ------------------ | ---------------------- | ------------------ | ------------------ |
| 1959               | Juelsminde (Dinamarca) | Medalla de plata   | Flying Dutchman    |